# Brandon Sanderson
Pour les articles homonymes, voir Sanderson.
Œuvres principales
- Cycle Fils-des-brumes
- Cycle Les Archives de Roshar
- Cycle Elantris
- Série Alcatraz
- Série Cœur d'acier
- Cycle Skyward

Brandon Sanderson, né le 19 décembre 1975 à Lincoln dans le Nebraska aux États-Unis, est un auteur américain de fantasy.

## Biographie
Brandon Sanderson naît le 19 décembre 1975 à Lincoln, Nebraska. Il se passionne pour la fantasy pendant l'adolescence, en découvrant l’œuvre de Barbara Hambly, puis, entre autres, les cycles de Robert Jordan et d'Anne McCaffrey. Il s'essaye alors au genre, sans succès selon l'auteur lui-même, s'inspirant également des auteurs classiques Herman Melville et Victor Hugo dont « les livres se lisent comme des romans de fantasy ». Après avoir étudié la biochimie à l'université Brigham Young, il interrompt ses études pour devenir missionnaire pour l'Église mormone à Séoul, et décide d'intégrer un master d'écriture créative à son retour. Il suit alors les cours de David Farland, dont il devient l'assistant.
En 2006, il épouse Emily Bushman, qui devient sa manageuse.

## Carrière littéraire

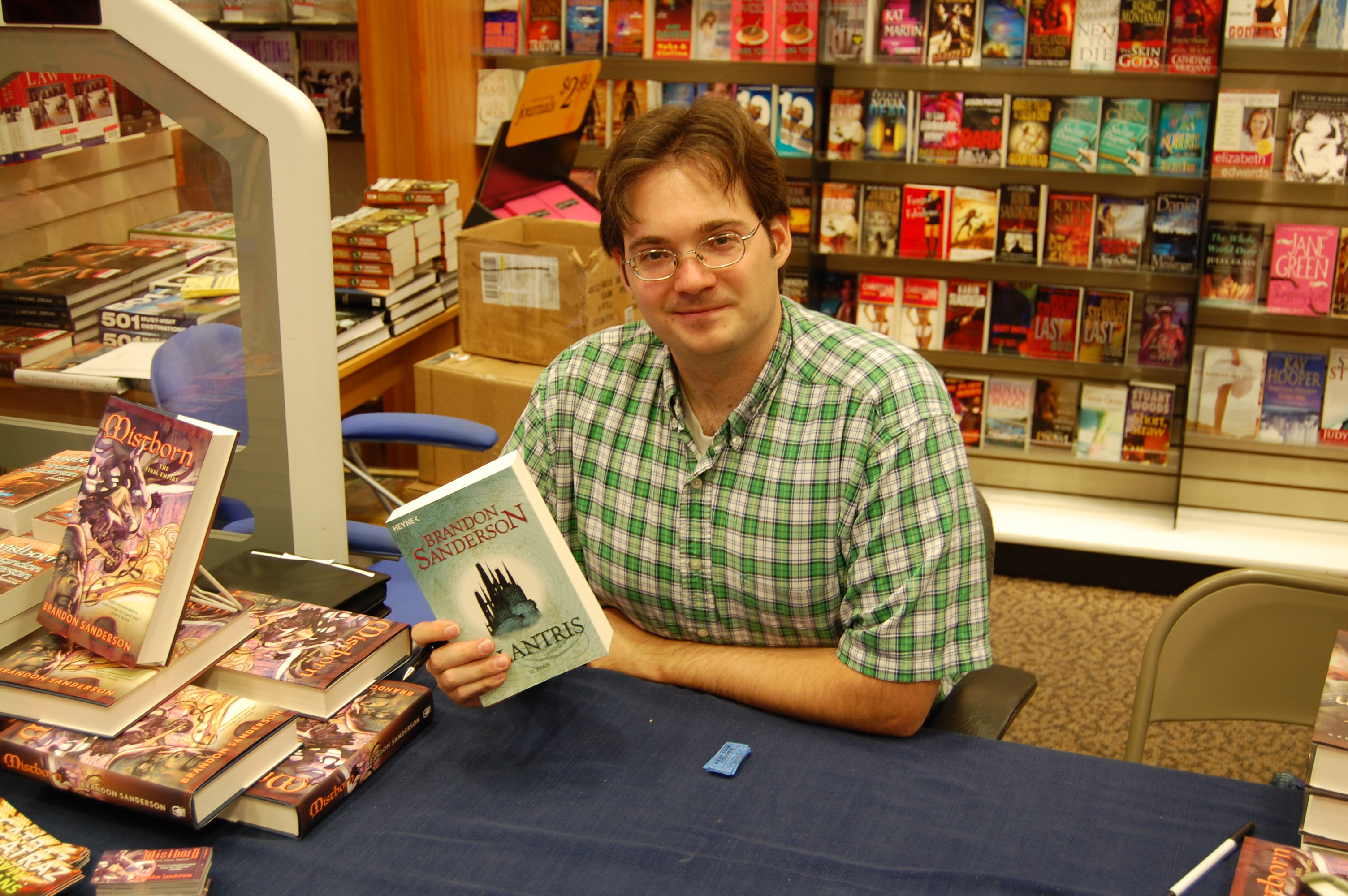
Brandon Sanderson tenant un exemplaire en allemand de son roman fantastique Elantris

Son premier roman publié, Elantris (Tor Books, 2005), reçoit un accueil favorable du public et lance sa carrière : il produit alors successivement les cycles fantasy du Fils-des-brumes, d'Alcatraz et les Archives de Roshar (dont certains sont encore en cours), tout en proposant des ouvrages de science-fiction avec Warbreaker et The Reckoners.
Après avoir lu sa série le Fils-des-brumes, l'éditrice et veuve de Robert Jordan choisit Brandon Sanderson pour terminer la série La Roue du temps que la mort de Robert Jordan avait laissée inachevée.
L'auteur se distingue dans ses œuvres par ses inventions de systèmes magiques très originaux, poussés, et différents d'une série à une autre, comme l'Aondor dans Elantris, L'Allomancie dans Fils-des-brumes ainsi que la magie du Souffle BioChromatique dans Warbreaker. Il théorise sa conception des systèmes de magie en 2006, en développant ce qu'il appelle des Lois de la magie (en), prenant grand soin de distinguer entre « magie douce » (soft magic) et « magie dure » (hard magic) dans l'écriture fictionnelle, la seconde impliquant de se plier à un ensemble de règles cohérent et contraignant pour obtenir un monde magique détaillé.
Brandon Sanderson a annoncé en mars 2022 qu'au cours des deux années précédentes, il avait secrètement écrit cinq livres (quatre romans complets pour adultes et un roman junior plus court). Les trois romans se déroulant dans le Cosmère sont Tress de la mer Émeraude, Yumi et le Peintre de cauchemars et L'Ensoleillé, et le roman indépendant a pour titre Manuel de survie du sorcier frugal dans l'Angleterre médiévale.
En plus d'écrire des livres, Brandon Sanderson donne également des cours d'écriture à l'Université Brigham-Young.

## Cosmère
L'essentiel de ses romans de fantasy pour adultes se déroule dans un même univers, le Cosmère. Il n'est pas nécessaire de lire une série pour comprendre l'autre, mais quelques personnages et des indices se font écho d'une série à l'autre. Plus d'une trentaine de livres sont planifiés au total, dont une série qui lierait les arcs narratifs des différents livres entre eux. Les séries Fils-des-brumes et Les Archives de Roshar, les romans Elantris et Warbreaker, ainsi que plusieurs nouvelles se déroulent dans le Cosmere.

## Œuvres

### Univers Cosmère

#### CycleFils-des-brumes

##### SérieFils-des-brumesoriginale
1. L'Empire ultime, Orbit, 2010 ((en) The Final Empire, 2006)  (ISBN 978-2360510108)
2. Le Puits de l'ascension, Orbit, 2010 ((en) The Well of Ascension, 2007)  (ISBN 978-2360510122)
3. Le Héros des siècles, Orbit, 2011 ((en) The Hero of Ages, 2008)  (ISBN 978-2360510139)

##### SérieWax et Wayne
1. L'Alliage de la justice, Orbit, 2012 ((en) The Alloy of Law, 2011)  (ISBN 978-2360510504)
2. Jeux de masques, Le Livre de poche, 2017 ((en) Shadows of Self, 2015)  (ISBN 978-2253191384)
3. Les Bracelets des larmes, Le Livre de poche, 2018 ((en) The Bands of Mourning, 2016)  (ISBN 978-2253191407)
4. Le Métal perdu, Le Livre de poche, 2024 ((en) The Lost Metal, 2022)  (ISBN 978-2253243540)

#### CycleLes Archives de Roshar
1. La Voie des rois, Le Livre de poche, 2015 ((en) The Way of Kings, 2010)  (ISBN 978-2-253-19123-0 et 978-2-253-19124-7)Prix David Gemmell du meilleur roman de fantasy 2011 - Publié en français en deux tomes
2. Le Livre des Radieux, Le Livre de poche, 2017 ((en) Words of Radiance, 2014)  (ISBN 978-2-253-19129-2 et 978-2-253-19130-8)Prix David Gemmell du meilleur roman de fantasy 2015 - Publié en français en deux tomes

- Dansecorde ((en) Edgedancer, 2017)Parue dans le recueil de nouvelles Sixième du Crépuscule et Autres Nouvelles aux éditions Le Livre de poche

1. Justicière, Le Livre de poche, 2019 ((en) Oathbringer, 2017)  (ISBN 978-2-253-08372-6 et 978-2-253-08373-3)Publié en français en deux tomes

- Éclat de l'Aube, Le Livre de poche, 2022 ((en) Dawnshard, 2020)  (ISBN 978-2-253-10691-3)

1. Rythme de guerre, Le Livre de poche, 2021 ((en) Rhythm of War, 2020)  (ISBN 978-2-253-24222-2 et 978-2-253-24223-9)Publié en français en deux tomes
2. Vent et Vérité, Le Livre de poche, 2025 ((en) Wind and Truth, 2024)  (ISBN 978-2-253-90923-1 et 978-2-253-90924-8)Publié en français en deux tomes, le second étant à paraître le 3 décembre 2025

#### CycleElantris
1. Elantris, Le Livre de poche, 2011 ((en) Elantris, 2005)  (ISBN 978-2253159919)
  - (fr) Chute, Orbit, 2009  (ISBN 978-2702139530)
  - (fr) Rédemption, Orbit, 2009  (ISBN 978-2702139547)
2. (en) The Hope of Elantris, 2007
3. L'Âme de l'empereur, Le Livre de poche, 2014 ((en) The Emperor’s Soul, 2012)  (ISBN 978-2-253-17714-2)Prix Hugo du meilleur roman court 2013

#### Romans indépendants
- Warbreaker, Orbit, 2012 ((en) Warbreaker, 2009)  (ISBN 978-2-253-17712-8)
- Tress de la mer Émeraude, Le Livre de poche, 2023 ((en) Tress of the Emerald Sea, 2023)  (ISBN 978-2-253-93723-4)
- Yumi et le Peintre de cauchemars, Le Livre de poche, 2023 ((en) Yumi and the Nightmare Painter, 2023)  (ISBN 978-2-253-93727-2)
- L'Ensoleillé, Le Livre de poche, 2023 ((en) The Sunlit Man, 2023)  (ISBN 978-2-253-93729-6)

#### Nouvelles traduites en français
- Des ombres pour Silence dans les forêts de l'Enfer, 2016 ((en) Shadows for Silence in the Forests of Hell, 2013)Parue dans l'anthologie Dangerous Women aux éditions J'ai lu puis dans le recueil de nouvelles Sixième du Crépuscule et Autres Nouvelles aux éditions Le Livre de poche
- Jak l'Allomancien et les Fosses d'Eltania, 2017 ((en) Allomancer Jak and the Pits of Eltania, Episodes 28 through 30, 2016)Parue en complément du roman Jeux de masques aux éditions Le Livre de poche

### SérieAlcatraz
1. Alcatraz contre les infâmes bibliothécaires (en), Mango, 2010 ((en) Alcatraz Versus the Evil Librarians, 2007)  (ISBN 978-2740426630)
2. Alcatraz contre les ossements du scribe (en), Mango, 2010 ((en) Alcatraz Versus the Scrivener's Bones, 2008)  (ISBN 978-2740426678)
3. Alcatraz contre les traîtres de Nalhalla (en), Mango, 2011 ((en) Alcatraz Versus the Knights of Crystallia, 2009)  (ISBN 978-2740428146)
4. Alcatraz contre l'ordre du verre brisé (en), Le Livre de poche, 2013 ((en) Alcatraz Versus the Shattered Lens, 2010)  (ISBN 978-2253169611)
5. Alcatraz contre le Talent Obscur (en), 2024 ((en) The Dark Talent, 2016)Paru dans le recueil Alcatraz contre les infâmes Bibliothécaires : Volume 3
6. Bastille contre les infâmes Bibliothécaires (en), 2024 ((en) Bastille vs. the Evil Librarians, 2022)Écrit avec Janci Patterson. Paru dans le recueil Alcatraz contre les infâmes Bibliothécaires : Volume 3

- Alcatraz Smedry : L'intégrale !, Le Livre de poche, 2015 ((en) Alcatraz, 2012)  (ISBN 978-2253183747)Recueil contenant les livres 1 à 4
- Alcatraz contre les infâmes Bibliothécaires : Volume 1, Le Livre de poche, 2024, 496 p.  (ISBN 978-2-253-24362-5)Recueil contenant les livres 1 et 2
- Alcatraz contre les infâmes Bibliothécaires : Volume 2, Le Livre de poche, 2024, 496 p.  (ISBN 978-2-253-24363-2)Recueil contenant les livres 3 et 4
- Alcatraz contre les infâmes Bibliothécaires : Volume 3, Le Livre de poche, 2024, 416 p.  (ISBN 978-2-253-24364-9)Recueil contenant les livres 5 et 6

### CycleLa Roue du temps
1. La Tempête imminente, Bragelonne, 2021 ((en) The Gathering Storm, 2009)  (ISBN 979-10-281-1832-7)
2. Les Tours de Minuit, Bragelonne, 2022 ((en) Towers of Midnight, 2010)  (ISBN 979-10-281-2026-9)
3. Un souvenir de lumière, Bragelonne, 2022 ((en) A Memory of Light, 2012)  (ISBN 979-10-281-1246-2)

### SérieCœur d'acier
1. Cœur d'acier, Orbit, 2014 ((en) Steelheart, 2013)  (ISBN 978-2360511037)
2. Brasier, Le Livre de poche, 2016 ((en) Firefight, 2015)  (ISBN 978-2253191285)
3. Calamité, Le Livre de poche, 2018 ((en) Calamity, 2016)  (ISBN 978-2253191391)

### SérieLégion
1. Légion, Le Livre de poche, 2014 ((en) Legion, 2012)  (ISBN 978-2253177135)
2. À fleur de peau, Le Livre de poche, 2016 ((en) Skin Deep, 2014)  (ISBN 978-2253183907)
3. Les Illusions dangereuses, Le Livre de poche, 2020 ((en) Lies of the Beholder, 2018)Paru dans le recueil Les Nombreuses Vies de Stephen Leeds

- Les Nombreuses Vies de Stephen Leeds, Le Livre de poche, 2020 ((en) The Many Lives of Stephen Leeds, 2018)  (ISBN 978-2-253-82025-3)Recueil contenant Légion, À fleur de peau et Les Illusions dangereuses

### SérieSkyward
- (en) Defending Elysium, 2019Nouvelle située dans le même univers, précédant le cycle de quelques centaines d’années

1. Vers les étoiles, Le Livre de poche, 2020 ((en) Skyward, 2018)  (ISBN 978-2-253-26046-2)
2. Astrevise, Le Livre de poche, 2021 ((en) Starsight, 2019)  (ISBN 978-2-253-26047-9)

2,5 Missions stellaires, Le Livre de poche, 2023 ((en) Skyward Flight: The Collection, 2022), 864 p.  (ISBN 978-2-253-93708-1)Écrit avec Janci Patterson. Recueil de trois romans courts
1. Cytonique, Le Livre de poche, 2022 ((en) Cytonic, 2021)  (ISBN 978-2-253-26048-6)
2. Rebelle, Le Livre de poche, 2024 ((en) Defiant, 2023), 640 p. (ISBN 978-2-253-24753-1)

### SérieMagic: The Gathering
- Les Enfants de l'innommé, Le Livre de poche, 2022 ((en) Children of the Nameless, 2018)  (ISBN 978-2-253-10341-7)

### Romans indépendants
- Infinity Blade, Panini, coll. Crimson, 2014  (ISBN 978-2-8094-4114-7)Recueil composé des deux romans courts Infinity Blade: Awakening et Infinity Blade: Redemption, respectivement paru en 2011 et 2013
- Les Légions de poussière, Fleuve, 2016 ((en) The Rithmatist, 2013)  (ISBN 978-2-265-09901-2)
- Parfait État, 2018 ((en) Perfect State, 2015)Parue dans le recueil de nouvelles Sixième du Crépuscule et Autres Nouvelles aux éditions Le Livre de poche
- Manuel de survie du sorcier frugal dans l'Angleterre médiévale, Le Livre de poche, 2023 ((en) The Frugal Wizard's Handbook For Surviving Medieval England, 2023)  (ISBN 978-2-253-93725-8)

### Recueils de nouvelles
- Sixième du Crépuscule et Autres Nouvelles, Le Livre de poche, 2018  (ISBN 978-2-253-19142-1)

## Distinctions
Sauf mention contraire, cette liste provient d'informations de la Science-Fiction Awards Database du magazine Locus. Les années mentionnées sont celles de la remise des prix.

### Récompenses
- 2011 : prix David-Gemmell du meilleur roman de fantasy pour La Voie des rois
- 2013 : prix Hugo du meilleur roman court pour L'Âme de l'empereur
- 2015 : prix David-Gemmell du meilleur roman pour Le Livre des Radieux